# Eleição para governador de Wyoming em 2006

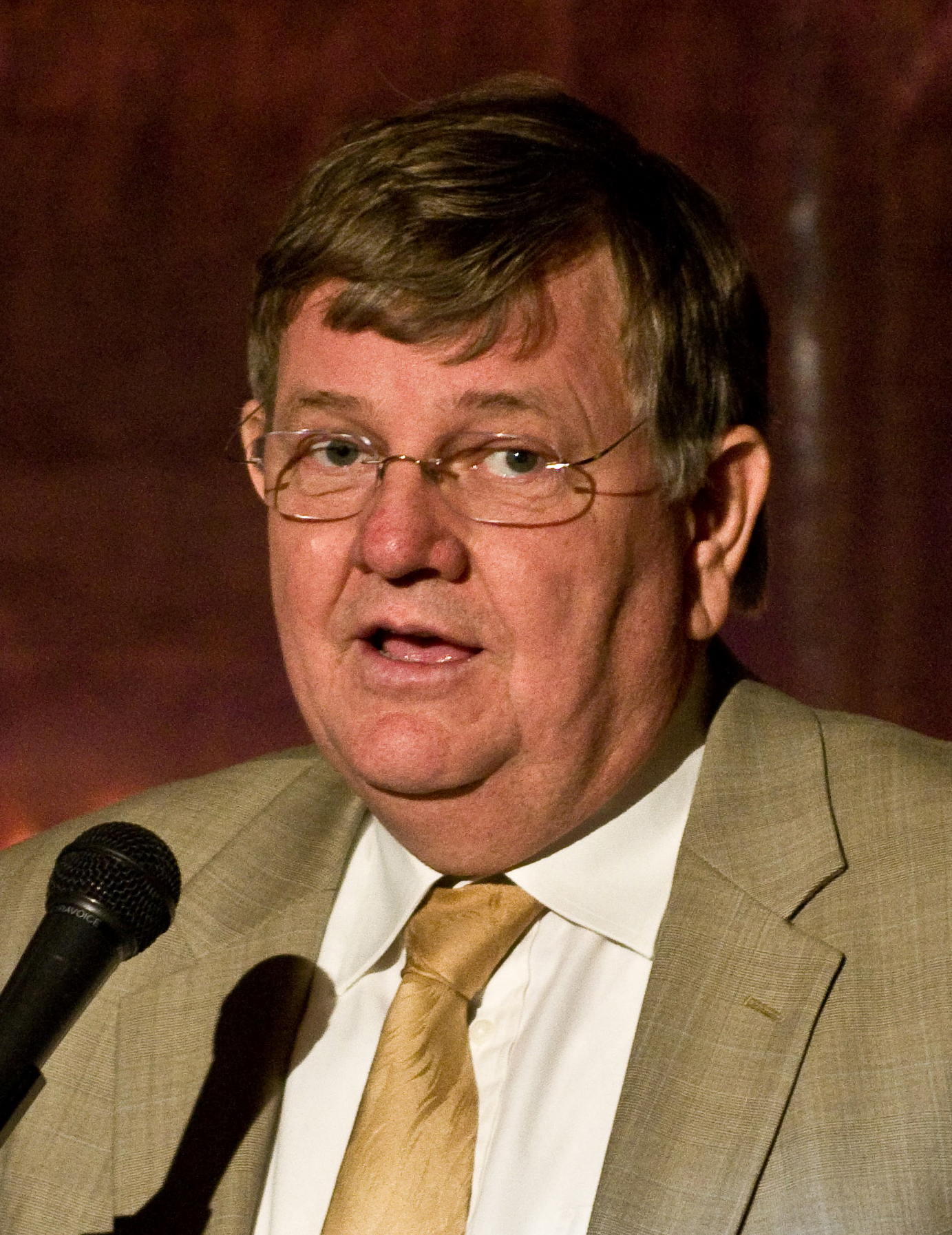
Retrato de Dave Freudenthal

A eleição para governador do estado americano do Wyoming em 2006 foi realizada em 7 de novembro de 2006 para eleger o governador de Wyoming. Dave Freudenthal foi reeleito governador.
Dave Freudenthal foi reeleito com quase 70% dos votos, o que é considerado inédito, pois o Wyoming é um dos estados mais republicano dos Estados Unidos, sendo que o presidente George W. Bush obteve 68,9% dos votos em 2004 em Wyoming.
| Partido     | Candidato        | Votos   | %      |
| ----------- | ---------------- | ------- | ------ |
| Democrata   | Dave Freudenthal | 135.516 | 69,89% |
| Republicano | Ray Hunkins      | 58.100  | 29,96% |